# JOINT
«JOINT» es el quinto maxisencillo de Mami Kawada bajo el sello Geneon Entertainment y fue publicado el día 31 de octubre de 2007. La canción que titula el sencillo fue utilizada como opening para la segunda temporada de Shakugan no Shana. La cara B triangle fue utilizada como ending del mismo anime. Alcanzó la posición número #9 en las listas Oricon haciendo de este sencillo, el más exitoso de la carrera de Mami Kawada hasta la fecha. Vendió 15,949 copias solamente durante su primera semana y un total de 32,784 hacia enero del 2008.
Dos años antes, Mami Kawada había escrito el sencillo "Hishoku no Sora" (2005), su segundo sencillo más exitoso, cuyo tema principal apareció como tema de apertura de la primera temporada de la adaptación al anime de la serie de novelas ligeras Shakugan no. Shaná. En 2007, Kawada se alegró de que le pidieran una vez más que escribiera el tema musical para la próxima segunda temporada de la adaptación al anime titulada Shakugan no Shana II. Su historia se centra en Yuji Sakai, un chico de secundaria japonés común y corriente que, sin darse cuenta, se ve envuelto en una guerra perpetua entre las fuerzas del equilibrio y el desequilibrio de la existencia. En el proceso, se hace amigo del personaje principal Shana, una luchadora de la fuerza de equilibrio, y de uno de sus compañeros de clase llamado Kazumi Yoshida. Durante una entrevista, Kawada describió a Yuji como dando la impresión de estar siguiendo a Shana; sin embargo, durante la segunda temporada, describió que Yuji daba la misma impresión que Shana: la impresión de caminar junto con Shana y brindarle apoyo durante sus batallas.

## Canciones
1. «JOINT» -- 4:01
Composición: Tomoyuki Nakazawa
Arreglos: Tomoyuki Nakazawa, Takeshi Ozaki
Letra: Mami Kawada
2. «triangle» -- 4:50
Composición y arreglos: Kazuya Takase
Letra: Mami Kawada
3. «JOINT» (instrumental) -- 4:01
4. «triangle» (instrumental) -- 4:48